# Canton d'Aramits
Le canton d'Aramits est une ancienne division administrative française, située dans le département des Pyrénées-Atlantiques et la région Aquitaine.

## Composition
Le canton regroupe 6 communes:
- Ance
- Aramits
- Arette
- Féas
- Issor
- Lanne-en-Barétous

## Histoire
- En 1790, le canton d'Aramits incluait également Esquiule[1].

- De 1833 à 1848, les cantons d'Accous et d'Aramits avaient le même conseiller général. Le nombre de conseillers généraux était limité à 30 par département[2].

## Représentation

### Conseillers généraux de 1833 à 2015
| Période                  | Identité                     | Parti                  | Qualité |  |
| ------------------------ | ---------------------------- | ---------------------- | --- |  |
| 1833-1852                | Joseph de Guirail            | Carliste               | Juge au Tribunal de première instance d'Oloron                                                                      |  |
| 1852 - 1872 (décès)      | Jean Cauhapé                 |                        | Notaire, maire d'Aramits                                                                                            |  |
| 1872-1893 (démission)    | Henri Rey                    | Républicain            | Notaire, maire d'Aramits                                                                                            |  |
| 1893-1894 (invalidation) | Léonce Lamarque              | Républicain            | Avocat, docteur en droit                                                                                            |  |
| 1894-1904                | Paul Rey (frère d'Henri Rey) | Républicain            | Notaire, maire de Nay                                                                                               |  |
| 1904-1928                | Georges Rey (1879-1972)      | Républicain            | Conseiller à la Cour d'appel, propriétaire à Aramits                                                                |  |
| 1928-1940                | Henri Foueillassar           | Rad.ind.               | Propriétaire à Lanne-en-Barétous                                                                                    |  |
|                          |                              |                        | |  |
| 1945-1949                | Pierre Cassain               | RI                     | Vétérinaire à Ponson-Dessus, ancien conseiller d'arrondissement, ancien membre du Conseil départemental (1943-1945) |  |
| 1949-1955                | Georges Rey                  | DVD                    | Ancien Conseiller à la Cour d'appel, Aramits                                                                        |  |
| 1955-1973                | Jean-Marie Lonné-Peyret      | SFIO puis FGDS puis SE | Maire d'Arette (1952-1989), fondateur de la station de ski                                                          |  |
| 1973-2004                | Louis Althapé                | DVD puis RPR           | Gérant de société Maire de Lanne-en-Barétous jusqu'en 2008 sénateur (1992-2001)                                     |  |
| 2004-2011                | Pierre Casabonne             | MoDem                  | Professeur des écoles Maire d'Arette depuis 2001                                                                    |  |
| 2011-2015                | Jean-Claude Coste            | app. PS                | Chef d'entreprise Maire de Féas depuis 2014                                                                         |  |

### Conseillers d'arrondissement (de 1833 à 1940)
| Période                                  | Période | Identité                     | Étiquette                | Qualité |
| ---------------------------------------- | ------- | ---------------------------- | ------------------------ | --- |
| 1833                                     | 1836    | M. Planterose                |                          | Propriétaire-rentier à Moumour                                                                              |
| 1836                                     | 1848    | François Thomas Salet        |                          | Juge de paix à Aramits, propriétaire à Arette                                                               |
|                                          |         |                              |                          | |
| 1901                                     | 1931    | M. Poueydebat                | Républicain puis Radical | |
|                                          |         |                              |                          | |
| 1931                                     | 1937    | Pierre Casabonne (1863-1942) | RG                       | Maire d'Arette (1919-1942), Président du Conseil d'arrondissement                                           |
| 1937                                     | 1940    | Pierre Cassain               | RG                       | Vétérinaire à Oloron, propriétaire à Ponson-Dessus                                                          |
| 1940                                     |         |                              |                          | Les conseils d'arrondissement ont été suspendus par la loi du 12 octobre 1940 et n'ont jamais été réactivés |
| Les données manquantes sont à compléter. |         |                              |                          | |

## Démographie
| 1962  | 1968  | 1975  | 1982  | 1990  | 1999  | 2006  | 2011  | 2012  |
| ----- | ----- | ----- | ----- | ----- | ----- | ----- | ----- | ----- |
| 3 353 | 3 046 | 3 042 | 2 990 | 3 108 | 3 092 | 3 150 | 3 208 | 3 148 |